# الحمدانية (شرشال)
الحمدانية قرية تقع شرق مدينة شرشال في دائرة شرشال ضمن ولاية تيبازة الجزائرية تقع شمال الولاية في الحدود مع دائرة تيبازة على بعد 8 كم شرق مدينة شرشال و2 كم غرب مدينة بوعروة.

## الطرقات
- الطريق الولائي رقم 109